# Kesehatan
Kesehatan is een bestuurslaag in het regentschap Aceh Tamiang van de provincie Atjeh, Indonesië. Kesehatan telt 1281 inwoners (volkstelling 2010).